# Yucatalana
Yucatalana este un gen monotipic de crustacee care aparține familiei Cirolanidae. Genul a fost descris în 1999 de Lazăr Botoșăneanu și Thomas Iliffe.

## Specii
Există o singură specie care aparține acestui gen, Yucatalana robustispina.